# Brimstone (film 2016)
Brimstone è un film del 2016 diretto da Martin Koolhoven.
Pellicola western horror suddivisa in quattro capitoli che non seguono l'ordine cronologico degli avvenimenti. L'ordine cronologico degli atti è: 3 (Genesi), 2 (Esodo), 1 (Rivelazione), 4 (Punizione). Quindi, dopo il primo atto, Rivelazione, gli atti seguenti sono ciò che è accaduto prima e il quarto atto è cronologicamente l'ultimo.

## Trama

### Capitolo 1 -Rivelazione
Nel vecchio selvaggio west Liz è una giovane levatrice muta, sposata con Eli, un vedovo dal quale ha avuto una bambina, Sam. Il nuovo reverendo giunto al villaggio presso cui vivono turba profondamente Liz. L'uomo si rivela un fanatico religioso e, quando Liz viene incolpata di aver deliberatamente ucciso un nascituro, per punirla le uccide barbaramente il marito. Liz riesce a fuggire con la figlia e con il figliastro adolescente Matthew.

### Capitolo 2 -Esodo
Joanna viene trovata svenuta in un luogo desertico da una famiglia di nomadi cinesi che, dopo averla salvata, la conducono nella cittadina mineraria di Bismuth, dove viene venduta a un bordello chiamato "Inferno" nel quale vigono regole ferree. Anni dopo, la sua amica e collega Elizabeth viene punita con il taglio della lingua per aver morso la lingua di un cliente che voleva costringerla a baciarlo. Mentre Elizabeth organizza la propria vendetta e la fuga per andare a vivere con un vedovo, il reverendo paga per avere a disposizione tutte le donne del postribolo, ma con il solo scopo di possedere Joanna. Quando quest'ultima si ribella, Elizabeth entra nella camera con un coltello e lo sfregia, ma l'uomo la uccide. Joanna estrae il coltello dal corpo dell'amica e colpisce l'uomo, quindi appicca il fuoco e scappa, tagliandosi poi la lingua e assumendo l'identità della vittima.

### Capitolo 3 -Genesi
La giovane Joanna vive in una fattoria con sua madre Anna e con suo padre, ministro di una setta protestante. Entrata nella pubertà, viene incaricata dal padre di badare alla porcilaia. Un giorno le compaiono davanti Samuel e Wolf, due cercatori d'oro feriti, e lei, prendendosene cura, li nasconde tra i maiali. In seguito Samuel uccide Wolf e lo dà in pasto ai maiali. Anna, pur succube del marito prevaricatore e violento, si scontra con lui quando si rende conto che insidia la figlia. Il reverendo reagisce frustando a sangue sua moglie e imponendole una mordacchia di ferro. Mentre la congregazione è riunita in chiesa, all'improvviso Anna si impicca davanti a tutti. Il giorno successivo il reverendo porta Joanna in chiesa e inizia a celebrare una cerimonia di matrimonio tra lui e sua figlia. Samuel cerca di sottrarla all'incesto, ma il reverendo lo uccide e, dopo aver frustato la ragazza per "purificarla", la violenta. Quando il padre dorme profondamente, Joanna scappa a piedi nudi.

### Capitolo 4 -Punizione
Mentre Liz, con la bambina e il figliastro, si dirige verso la casa del suocero, suo padre tende loro un'imboscata e uccide il ragazzo. Liz riesce comunque ad arrivare con Sam nella casa tra le montagne, in riva a un lago. Il padre, ormai completamente indemoniato, uccide il vecchio suocero e, dopo aver legato Liz a un palo, la costringe a guardarlo mentre frusta la bambina. Quando però sta per violentare la nipotina, Liz slogandosi le braccia riesce a liberarsi e, afferrata una lampada a petrolio, la scaglia contro il padre. L'uomo viene avvolto da fiamme infernali e Liz, imbracciato un fucile, gli spara facendolo precipitare dalla finestra. Tempo dopo, quando ormai Liz si è sistemata con la figlia nella proprietà del suocero, si presenta uno sceriffo (Nathan, il padre del nascituro morto all'inizio del film), che l'arresta per l'omicidio del proprietario del bordello commesso dalla sua amica Elizabeth (aveva letto il nome Elizabeth Brundy sul manifesto di una taglia). Condotta via in catene su una chiatta, Liz si lascia cadere in acqua e annega.

## Colonna sonora
La colonna sonora, firmata da Tom Holkenborg, è stata pubblicata dall'etichetta Milan Records il 6 gennaio 2017.
1. Brimstone – 3:39
2. The Reverend – 3:37
3. The Birth – 1:39
4. She Belongs in Hell – 3:33
5. I Am Here to Punish You – 2:38
6. Revelation – 6:44
7. Rules Are Rules – 4:08
8. I'm a Father – 1:45
9. I Will Kill Frank – 1:19
10. Exodus – 7:49
11. For the Love of God – 5:22
12. Sanctus – 2:01
13. Two Strangers – 1:32
14. God Has Other Plans – 2:22
15. Scold's Bride – 3:19
16. God Has Forgiven Me – 3:21
17. Genesis – 3:26
18. Abide – 3:12
19. Fog – 3:09
20. Ravening Wolves – 3:22
21. Retribution – 5:18
22. Watching Over Me – 8:15
23. Liz – 2:26

## Distribuzione
La pellicola, in concorso per il Leone d'oro al miglior film, è stata presentata in anteprima alla 73ª Mostra internazionale d'arte cinematografica di Venezia il 3 settembre 2016 suscitando polemiche per le scene di violenza sadica. È stato poi presentato al Toronto International Film Festival dove ha riscosso critiche positive, così come in altri festival successivi, ad esempio al Sitges - Festival internazionale del cinema fantastico della Catalogna.

## Accoglienza

### Critica
Nei Paesi Bassi, patria del regista, il film ha riscosso un notevole successo. I lettori di True West Magazine lo hanno scelto come miglior film straniero western. Il regista Koolhoven ha ricevuto la Golden Pen ("Penna d'oro") per la miglior sceneggiatura al Golden Festival. Il 29 settembre 2017, la pellicola ha vinto sei premi ("Vitello d'Oro") al Film Festival dei Paesi Bassi (spesso chiamati gli "Oscar nederlandesi"), superando il precedente record di quattro.
Sull'aggregatore Rotten Tomatoes detiene una percentuale di gradimento del 41% basata su 35 recensioni professionali, con un voto medio di 5,06 su 10. Su Metacritic la valutazione è di 45 su 100 basata su 17 recensioni, corrispondente a «recensioni miste o medie».
Brimstone è stato distribuito nel Regno Unito il 29 settembre 2017, ed è stato ben accolto dalla stampa britannica. Jonathan Pile di Empire gli ha assegnato quattro stelle dichiarando che provoca «una forte tensione», mentre Peter Bradshaw di The Guardian ha scritto che «Questo western epicamente lungo, lurido e violento del regista olandese Martin Koolhoven ha una sorta di prolissità e ingenuità narrativa tarantiniana. Nonostante la sua lunghezza molto indulgente, non annoia mai».

### Incassi
Il film ha incassato complessivamente 2140941 $.

## Riconoscimenti
- 2016 - Mostra internazionale d'arte cinematografica[2]
  - Candidatura al Leone d'oro al miglior film
- 2016 - BFI London Film Festival[20]
  - Candidatura al miglior film
- 2017 - European Film Awards[21]
  - Miglior trucco e acconciature a Leendert Van Nimwegen
- 2017 - Film Festival dei Paesi Bassi[22]
  - Miglior sonoro a Herman Pieëte
  - Miglior colonna sonora a Tom Holkenborg
  - Miglior scenografia a Floris Vos
  - Miglior regia a Martin Koolhoven
  - Miglior film
  - Candidatura alla miglior fotografia a Rogier Stoffers
  - Candidatura al miglior montaggio a Job ter Burg
  - Candidatura alla miglior attrice non protagonista a Carice van Houten
- 2017 - Palm Springs International Film Festival[23]
  - Candidatura al miglior film narrativo
- 2017 - Sitges - Festival internazionale del cinema fantastico della Catalogna[24][25]
  - Candidatura al miglior film
- 2018 - Saturn Award[26]
  - Candidatura al miglior film internazionale